# Swindle (2002)
Swindle (Alternativtitel: Verdecktes Spiel; Originaltitel: $windle) ist ein US-amerikanischer Thriller aus dem Jahr 2002. Regie führte K.C. Bascombe, der auch das Drehbuch schrieb.

## Handlung
Seth George arbeitet als Polizist in New York City. Er gilt unter seinen Kollegen als gerissen und mutig, aber auch als Außenseiter. Die Abteilung für innere Angelegenheiten ermittelt gegen ihn.
George lernt Sophie Zenn kennen, in die er sich verliebt. Sie zieht ihn in einen Raubüberfall auf eine Bank hinein. Die Räuber nehmen Geisel, derer Anführer genießt das Medieninteresse. Es stellt sich jedoch heraus, dass der Überfall lediglich von einem Einbruch in einen Panzerschrank ablenken soll, in dem Muster der Banknoten aufbewahrt werden. Die Räuber entdecken, dass George ein Polizist ist.

## Kritiken
Filmdienst schrieb, der Film sei ein „weitgehend unterhaltsamer, aber nach gängigen Mustern konventionell entwickelter Thriller“. Er biete „einige Wendungen“ und überrasche „nur noch durch sein unerwartetes "Happy End"“.
Die Zeitschrift Cinema schrieb, der Film „wäre gerne hip“, aber er sei „nur Ideen-Zweitverwertung“. Das Fazit der Redaktion: Swindle sei „schwacher Abklatsch von besseren Krimis“.
Prisma dagegen lobt den Film als „rasant inszenierten, aktionsreichen Polizei-Thriller“.

## Hintergründe
Der Film wurde in Montreal gedreht. Er wurde in den meisten Ländern – darunter in Deutschland, in den Niederlanden und in Spanien – direkt auf DVD bzw. Video veröffentlicht.